# Himod
Himod là một thị trấn thuộc hạt Győr-Moson-Sopron, Hungary. Thị trấn này có diện tích 22,7 km², dân số năm 2010 là 605 người, mật độ 27 người/km².